# Brúnkolla
Brúnkolla är en bergstopp i republiken Island. Den ligger i regionen Austurland, 400 km öster om huvudstaden Reykjavík. Toppen på Brúnkolla är 573 meter över havet.
Trakten runt Brúnkolla är nära nog obefolkad, med mindre än två invånare per kvadratkilometer. Trakten runt Brúnkolla består i huvudsak av gräsmarker.